# Nedjeljka Luetić-Tijan
Nedjeljka Luetić-Tijan (Gradac, cerca de Makarska, Croacia, 9 de enero de 1916-Madrid, 14 de julio de 2002) fue una escritora y locutora de radio de la emisión de Radio Nacional de España dirigida a Croacia.

## Biografía

### Infancia y juventud en Croacia
Pasó su infancia en Zadar y Šibenik, y su juventud en Split, donde acabó la escuela secundaria. En 1938 se licenció en francés, croata, ruso y latín en la Facultad de Filosofía de la Universidad de Zagreb. Regresó a Split donde trabajó como profesora de francés en el Instituto Femenino Real y secretaría del Cercle Français. En febrero de 1942 los italianos ocuparon Dalmacia, clausuraron el Cercle Français y la expulsaron de Split. Seguidamente fue a Zagreb donde trabajó como profesora de instituto y formó parte del consejo editorial del semanario político-cultural Spremnost (Preparación) y en la redacción de la Enciclopedia croata, donde conoció a su futuro marido Pablo Tijan, con quien se casó en 1944. En 1981 en el artículo "Bajo la ocupación fascista italiana" en "Hrvatska revija" (revista croata), describió la atmósfera de los primeros días del Nezavisna Država Hrvatska NDH (Estado Independiente de Croacia), el trauma familiar y la vida bajo la ocupación italiana en Split con fuertes pinceladas literarias, agregando un interesante análisis político de los años de la guerra, especialmente el tratamiento del régimen italiano a los croatas.

### Vida en España: Transmisiones de radio para la comunidad croata
Su marido emigró en mayo de 1945. Ella pudo salir del país, diez años después, en 1955, cuando obtuvo permiso para salir de Yugoslavia con su hija menor de edad y establecerse en 1955 con su esposo, el profesor Tijan en Madrid.
En España, fue locutora y coeditora con su esposo Pablo Tiján de las transmisiones de radio croatas de Radio Nacional de España (1956-1975). El propósito de los programas era refutar ideológicamente el comunismo y revelar su dominio inhumano, fortalecer a las personas en la fe y apoyar la esperanza de liberación. 
Las transmisiones duraron hasta el 20 de diciembre de 1975, cuando el gobierno español canceló todos los programas dirigidos a Europa Central y Oriental. Nedjeljka Luetić-Tijan concluyó su último mensaje radiofónico con estas palabrasː "Tengan siempre presentes las tres principales virtudes cristianas: fe, esperanza y amor. Fe en Dios y en nuestro pueblo croata; la esperanza de que prevalezca la justicia y de que los croatas se liberen de este yugo bajo el que han estado gimiendo durante años, que un día todos los croatas de la patria y nosotros del exilio nos encontremos juntos; finalmente, amor por su hermano croata de cualquier fe y opinión”. Tras un momento de emoción en el que no pudo hablar, consiguió reunir fuerzas para finalizar: "Saludamos a todos nuestros oyentes en todo el país y en el extranjero y para despedirnos exclamamos una vez más: ¡Viva Croacia libre!".
En 1993 viajó a Croacia por primera vez tras el exilio, visitando Zagreb y Senj.
Murió el 14 de julio de 2002 en Madrid, donde está enterrada.

## Publicaciones
Publicó diversos artículos en Hrvatska revija (Revista croata) junto con impactantes testimonios, recogidos en su libro de memorias sobre el sufrimiento de la posguerra en el libro Techo y pan: Diez años en la Croacia ocupada 1945-1955 (1980). Traducido al inglésː Roof and Bread (1980) del original croataː Krov i kruh. En 1981 fue proclamado el mejor libro del año por la emigración croata. 
También publicó su testimonio sobre los días y sufrimientos de la posguerra en el artículo "Los primeros encuentros en Zagreb con los 'Libertadores' 1945" en la "Hrvatska revija" (Revista croata) en 1962.